# Modern Choki Chokies
Modern Choki Chokies (モダンチョキチョキズ) était un groupe musical japonais actif au début des années 1990, avec de nombreux membres et de nombreuses influences musicales. La chanteuse principale était la future actrice et chanteuse solo Mari Hamada (濱田 マリ), à ne pas confondre avec la chanteuse homonyme Mari Hamada (浜田 麻里).

## Albums
- Rolling dodoitsu - (ローリング・ドドイツ) - (1992)
- Bongengan Bangara Bingen no Densetsu - (ボンゲンガンバンガラビンゲンの伝説) - (1993)
- ?? Moda-Choki ?? - (別冊モダチョキ臨時増刊号) - (1994)
- Kumachan - (くまちゃん) - (1994)
- Readymade no Modern Choki Chokies - (レディメイドのモダンチョキチョキズ) - (best of) - (1997)